# Wandignies-Hamage
Wandignies-Hamage est une commune française située dans le département du Nord (59), en région Hauts-de-France.

## Géographie

### Situation
Wandignies-Hamage est un bourg de l'Ostrevent, dans l'ancien bassin minier du Nord-Pas-de-Calais.
Il est situé au cœur du parc naturel régional Scarpe-Escaut.
La commune se trouve dans l'aire d'attraction de Lille (partie française), dans l'unité urbaine de Marchiennes ainsi que dans son bassin de vie, et dans la zone d'emploi de Valenciennes.

### Communes limitrophes
Les communes limitrophes sont  Erre, Fenain, Hasnon, Hornaing, Hélesmes, Marchiennes, Rieulay et Warlaing.
| Marchiennes | Warlaing          |                   |
| Rieulay     | Wandignies-Hamage | Hasnon            |
| Fenain      | Erre              | Hélesmes Hornaing |

### Géologie et relief
La superficie de la commune est de 6,30 km2 ; son altitude varie de 15  à   21 mètres.

### Hydrographie

#### Réseau hydrographique
.

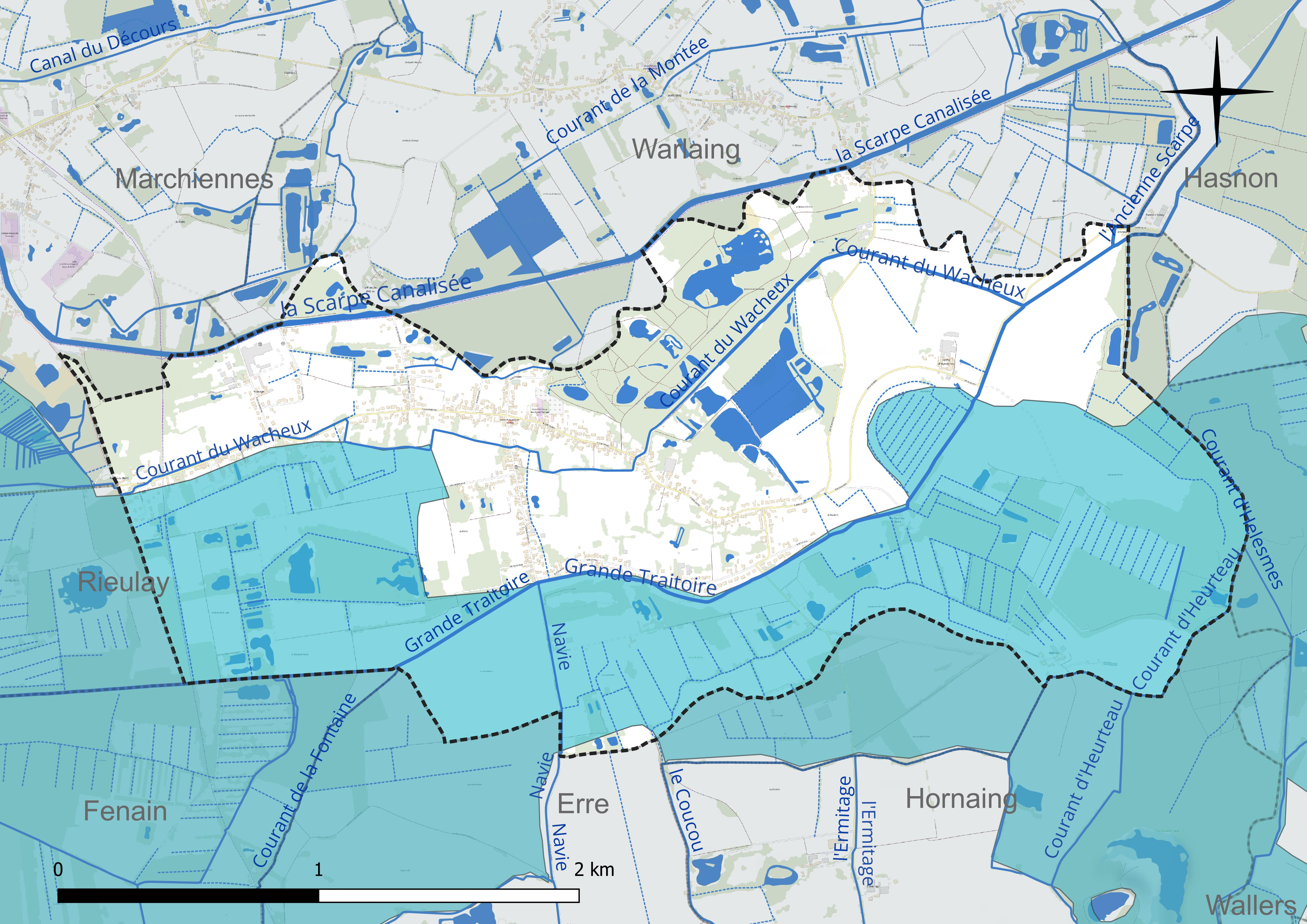
Réseau hydrographique de Wandignies-Hamage.

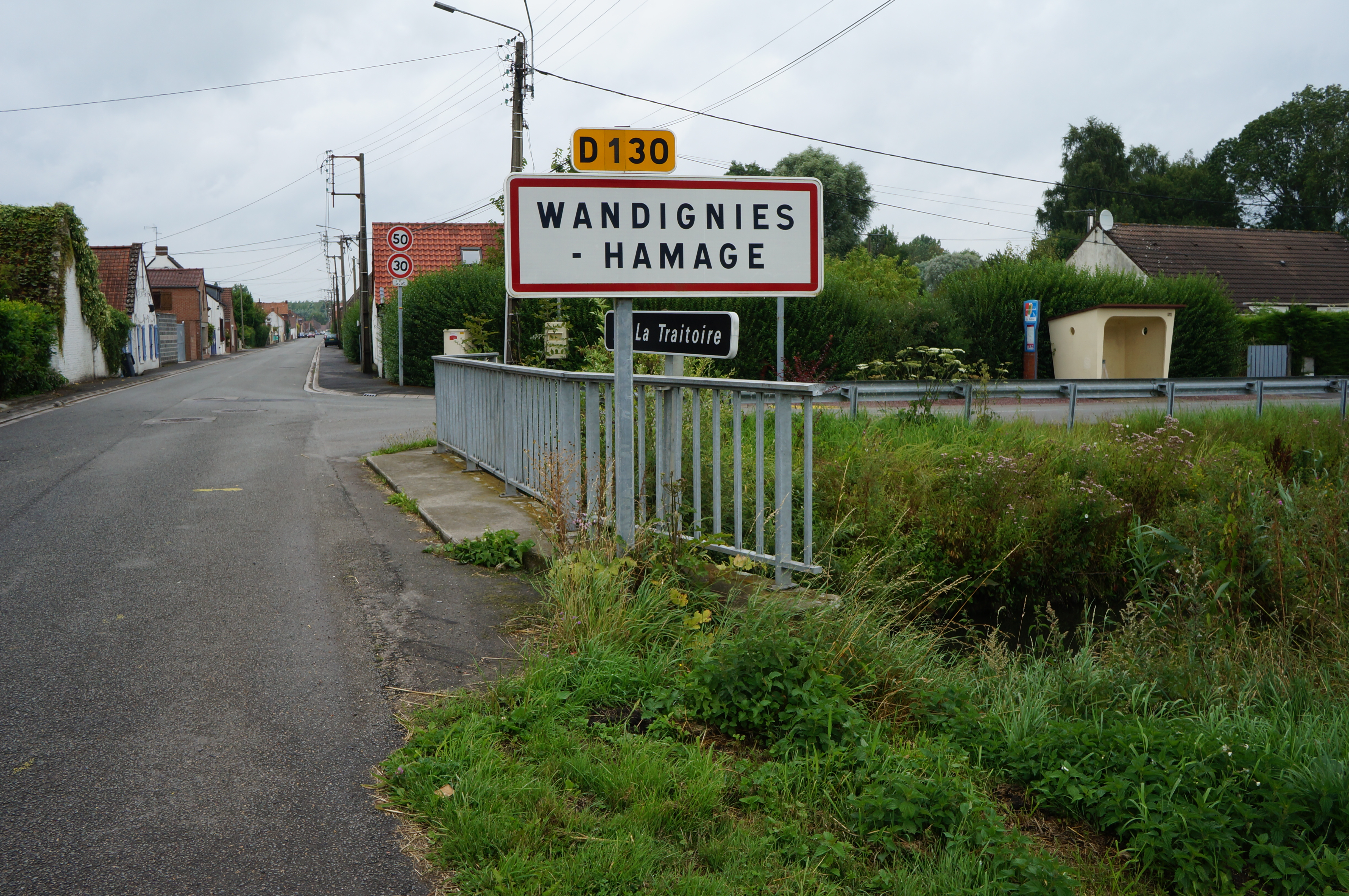
Pont sur la Traitoire

La commune est située dans le bassin Artois-Picardie.
Elle est drainée par la Scarpe canalisée, la Grande Traitoire, la Navie, le Courant de la Montée, le Courant d'Helesmes, le Courant du Wacheux, le Courant de la Fontaine, le Courant d'Heurteau et divers autres petits cours d'eau,.
La Scarpe canalisée et une section canalisée de la Scarpe, d'une longueur de 67 km, prend sa source dans la commune de Arras et se jette  dans l'Escaut canalisée à Mortagne-du-Nord, après avoir traversé 34 communes.
La Grande Traitoire  est un canal, chenal et un cours d'eau naturel non navigable, d'une longueur de 24 km, qui prend sa source dans la commune de Pecquencourt et se jette  dans la Scarpe canalisée à Château-l'Abbaye, après avoir traversé onze communes.

#### Gestion et qualité des eaux
Le territoire communal est couvert par le schéma d'aménagement et de gestion des eaux (SAGE) « Scarpe aval ». Ce document de planification concerne un territoire de 624 km2 de superficie, délimité par le bassin versant de la Scarpe aval, comprenant la Pévèle, la plaine de la Scarpe et le bassin minier avec l'Ostrevent. Le périmètre a été arrêté le 18 mars 1997 et le SAGE proprement dit a été approuvé le 12 mars 2009, puis révisé le 5 juillet 2021. La structure porteuse de l'élaboration et de la mise en œuvre est le parc naturel régional Scarpe-Escaut.
La qualité des cours d'eau peut être consultée sur un site dédié géré par les agences de l'eau et l'Agence française pour la biodiversité.

### Climat
Pour des articles plus généraux, voir Climat des Hauts-de-France et Climat du Nord.
En 2010, le climat de la commune est de type climat océanique dégradé des plaines du Centre et du Nord, selon une étude du CNRS s'appuyant sur une série de données couvrant la période 1971-2000. En 2020, Météo-France publie une typologie des climats de la France métropolitaine dans laquelle la commune est exposée à un climat océanique et est dans la région climatique Nord-est du bassin Parisien, caractérisée par un ensoleillement médiocre, une pluviométrie moyenne régulièrement répartie au cours de l'année et un hiver froid (3 °C).
Pour la période 1971-2000, la température annuelle moyenne est de 10,6 °C, avec une amplitude thermique annuelle de 14,5 °C. Le cumul annuel moyen de précipitations est de 695 mm, avec 11,6 jours de précipitations en janvier et 9,3 jours en juillet. Pour la période 1991-2020, la température moyenne annuelle observée sur la station météorologique la plus proche, située sur la commune de Cappelle-en-Pévèle à 16 km à vol d'oiseau, est de 11,1 °C et le cumul annuel moyen de précipitations est de 736,6 mm,. Pour l'avenir, les paramètres climatiques de la commune estimés pour 2050 selon différents scénarios d'émission de gaz à effet de serre sont consultables sur un site dédié publié par Météo-France en novembre 2022.

## Urbanisme

### Typologie
Au 1er janvier 2024, Wandignies-Hamage est catégorisée bourg rural, selon la nouvelle grille communale de densité à sept niveaux définie par l'Insee en 2022.
Elle appartient à l'unité urbaine de Marchiennes, une agglomération intra-départementale regroupant deux  communes, dont elle est une commune de la banlieue,,.
Par ailleurs la commune fait partie de l'aire d'attraction de Lille (partie française), dont elle est une commune de la couronne,. Cette aire, qui regroupe 201 communes, est catégorisée dans les aires de 700 000 habitants ou plus (hors Paris),.

### Occupation des sols

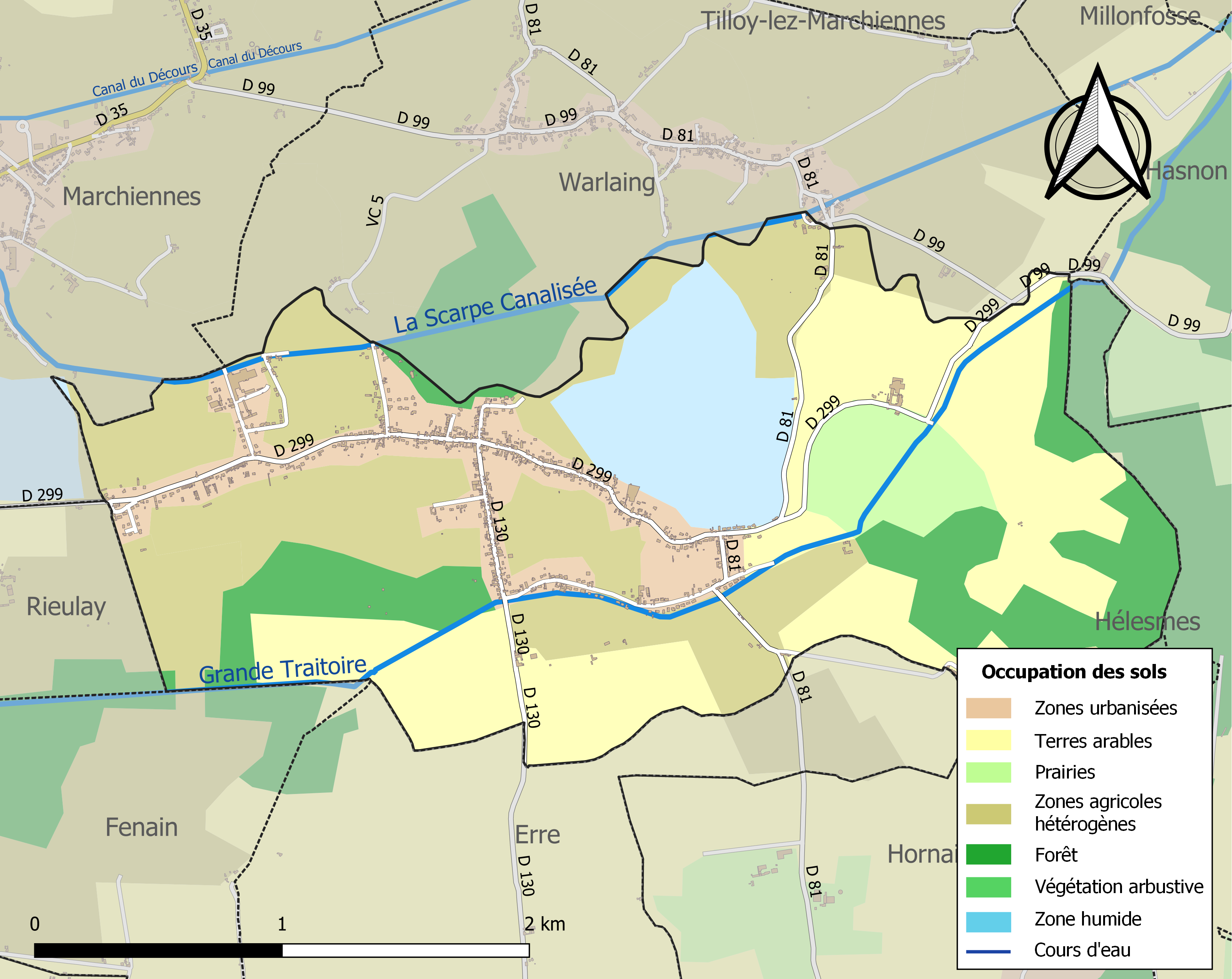
Carte des infrastructures et de l'occupation des sols de la commune en 2018 (CLC).

L'occupation des sols de la commune, telle qu'elle ressort de la base de données européenne d'occupation biophysique des sols Corine Land Cover (CLC), est marquée par l'importance des territoires agricoles (64,8 % en 2018), en diminution par rapport à 1990 (66,7 %).
La répartition détaillée en 2018 est la suivante : zones agricoles hétérogènes (30,4 %), terres arables (29,6 %), forêts (13,8 %), zones urbanisées (11,4 %), zones humides intérieures (10 %), prairies (4,7 %).
L'évolution de l'occupation des sols de la commune et de ses infrastructures peut être observée sur les différentes représentations cartographiques du territoire : la carte de Cassini (XVIIIe siècle), la carte d'état-major (1820-1866) et les cartes ou photos aériennes de l'IGN pour la période actuelle (1950 à aujourd'hui).

### Morphologie urbaine
La commune est formée de deux anciens villages distincts Wandignies  et Hamage.

### Habitat et logement
En 2021, le nombre total de logements dans la commune était de 563, alors qu'il était de 534 en 2016 et de 512 en 2011.
Parmi ces logements, 92,1 % étaient des résidences principales, 0,6 % des résidences secondaires et 7,3 % des logements vacants. Ces logements étaient pour 99,3 % d'entre eux des maisons individuelles et pour 0,7 % des appartements.
Le tableau ci-dessous présente la typologie des logements à Wandignies-Hamage en 2021 en comparaison avec celle du Nord et de la France entière. Une caractéristique marquante du parc de logements est ainsi la faible proportion des résidences secondaires et logements occasionnels (0,6 %) par rapport au département (1,8 %) et à la France entière (9,7 %).
| Typologie                                               | Wandignies-Hamage | Nord | France entière |
| ------------------------------------------------------- | ----------------- | ---- | -------------- |
| Résidences principales (en %)                           | 92,1              | 90,9 | 82,2           |
| Résidences secondaires et logements occasionnels (en %) | 0,6               | 1,8  | 9,7            |
| Logements vacants (en %)                                | 7,3               | 7,4  | 8,1            |

### Voies de communication et transports
La commune est desservie par les lignes 120 et 121 du réseau de transport Évéole.

## Toponymie
Le nom de la localité est attesté sous les formes Wandenies (1125), Wandigeis (1185), Wandengies (1211)[réf. nécessaire].
En 1801, la dénomination des villages  est orthographiée Wandignies-Hamage et Wandignies et Hamage.

## Histoire

### Moyen Âge
L'abbaye bénédictine de Wandignies-Hamage a été fondée sur la rive droite de la Scarpe vers 625-639 .Il s'agissait d'un monastère de religieuses, voué à Saint Pierre et Sainte Eusébie et qui devint bénédictin un peu après l'an mille.
Des fouilles sont entreprises à partir de 1991. Le sol naturel est surmonté d'une couche de 10 à 25 cm de terres noires d'époques mérovingienne et carolingienne. Durant le VIIIe siècle, le fossé primitif est comblé pour faire place à un long bâtiment en bois, de 13 m sur 10 m, avec sol en terre battue. À proximité s'organisent différents espaces avec foyers, latrines, four domestique. Le matériel mis au jour est riche, comprenant une forte proportion de vaisselle de table, dont des bols avec inscriptions.
À partir du IXe siècle, les bâtiments s'organisent de manière très régulière selon un plan orthogonal, avec un cloître en bois et un premier édifice en pierre de 30 m sur 14 m : il s'agit là de l'église abbatiale.
On y a découvert un denier de Pépin le Bref (754-768) ainsi qu'un denier et une obole de Louis le Pieux.

### Époque contemporaine
Vers 1876 est mise en service la gare de Wandignies-Hamage sur la ligne de Somain à Halluin, mais le service voyageurs cesse dès 1939.
Le village possédait aussi une usine de produits en faïence de luxe, sous la marque Saint Amand et Hamage Nord, ouverte en 1896 et fermée en 1952. L'usine a employé jusqu'à 700 personnes et la qualité de sa faïence est toujours reconnue aujourd'hui.[réf. nécessaire]

## Politique et administration

### Rattachements administratifs et électoraux

#### Rattachements administratifs
La commune se trouve dans l'arrondissement de Douai du département du Nord.
Elle faisait partie depuis 1801 du canton de Marchiennes. Dans le cadre du redécoupage cantonal de 2014 en France, cette circonscription administrative territoriale a disparu, et le canton n'est plus qu'une circonscription électorale.

#### Rattachements électoraux
Pour les élections départementales, la commune fait partie depuis 2014 du canton de Sin-le-Noble.
Pour l'élection des députés, elle fait partie de la seizième circonscription du Nord.

### Intercommunalité
Wandignies-Hamage était membre de la  communauté de Communes de l'Est du Douaisis (CCED), un établissement public de coopération intercommunale (EPCI) à fiscalité propre créé fin 2000 et auquel la commune a transféré un certain nombre de ses compétences, dans les conditions déterminées par le code général des collectivités territoriales.
En 2006, cette intercommunalité prend le nom de communauté de communes Cœur d'Ostrevent puis, en 2025, se transforme en communauté d'agglomération sous la dénomination de communauté d'agglomération Cœur d'Ostrevent. La commune en est donc membre.

### Tendances politiques et résultats
Lors du premier tour des élections municipales le 15 mars 2020, quinze sièges sont à pourvoir ; on dénombre 928 inscrits, dont 591 votants (63,69 %), 7 votes blancs (1,18 %) et 574 suffrages exprimés (97,12 %). La liste Wandinamageois, l'avenir avec nous menée par le maire sortant Jean-Michel Sieczkarek recueille 336 voix (58,54 %) et remporte ainsi douze sièges au conseil municipal contre trois pour la liste Bien vivre et bouger à Wandignies-Hamage menée par Martial Hurlisis avec 238 voix (41,46 %),.

### Liste des maires

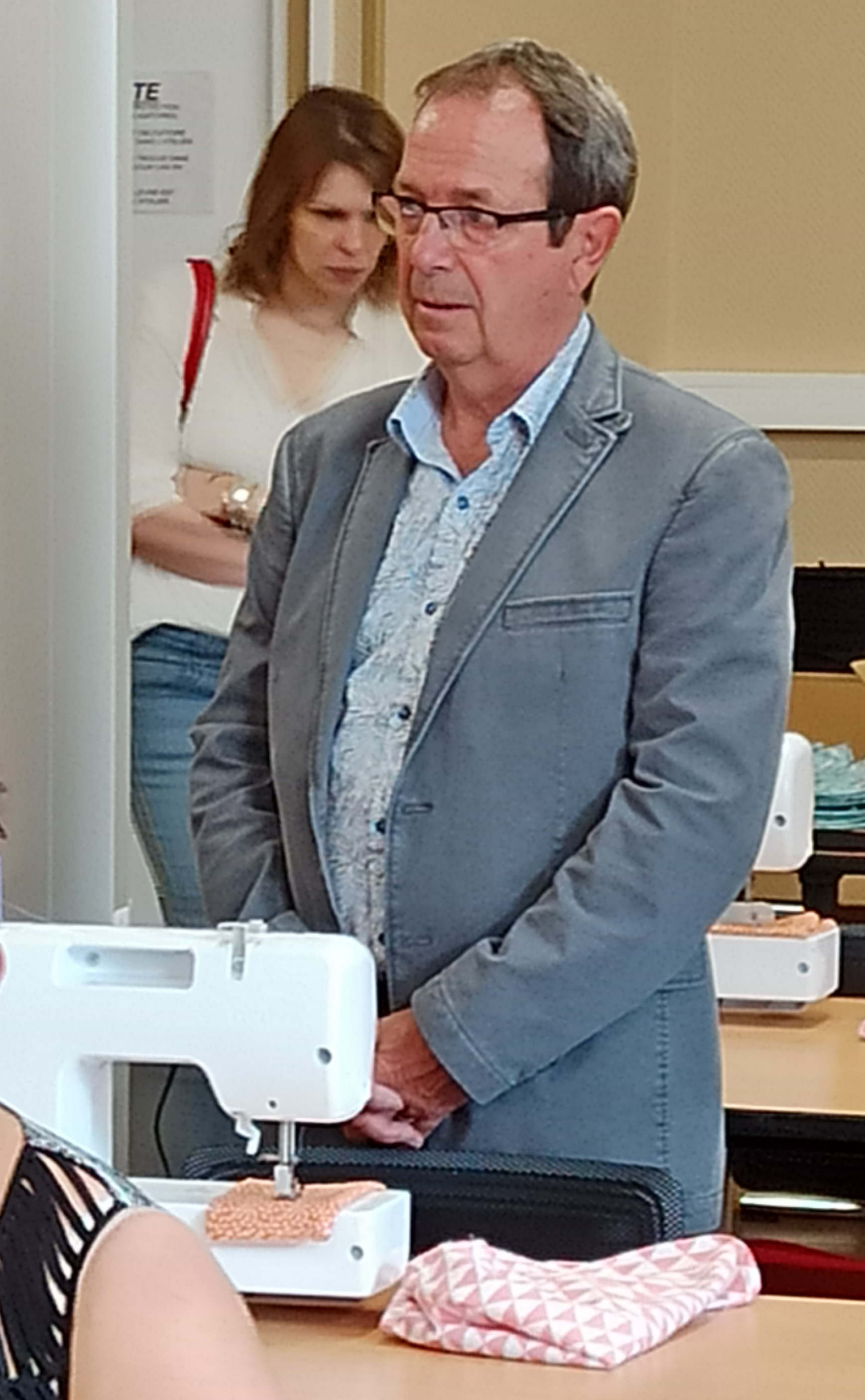
Jean-Michel Sieczkarek.

| Période                                  | Période                        | Identité               | Étiquette | Qualité |
| ---------------------------------------- | ------------------------------ | ---------------------- | --------- | --- |
| Les données manquantes sont à compléter. |                                |                        |           | |
|                                          |                                |                        |           | |
| avant 1803                               | après 1807                     | M. Ducouvent           |           | |
| XIXe siècle                              |                                | Émile Cauvez I         |           | |
|                                          |                                |                        |           | |
| XXe siècle                               |                                | Émile Cauvez II,       |           | Ancien lieutenant au 3e RI territoriale Chevalier de la Légion d'honneur                                       |
| années 1960                              |                                | Paul Lesur             |           | |
| 1977                                     | 1989                           | André Cauvez           |           | |
| 1989                                     | juin 1996                      | Gabriel Delater        |           | Mort en fonction                                                                                               |
| 1996                                     | mars 2001                      | Adolphe Huart          |           | |
| mars 2001                                | mars 2008                      | André Noé              | DVG       | |
| mars 2008                                | 2014                           | Érich Frison           | DVG       | |
| 2014                                     | En cours (au 30 novembre 2023) | Jean-Michel Sieczkarek | DVG       | Enseignant retraité Vice président de la CC puis CA Cœur d'Ostrevent (2020 → ) Réélu pour le mandat 2020-2026, |

## Population et société

### Démographie
Les habitants sont les Wandinamageois.

#### Évolution démographique
L'évolution du nombre d'habitants est connue à travers les recensements de la population effectués dans la commune depuis 1800. Pour les communes de moins de 10 000 habitants, une enquête de recensement portant sur toute la population est réalisée tous les cinq ans, les populations de référence des années intermédiaires étant quant à elles estimées par interpolation ou extrapolation. Pour la commune, le premier recensement exhaustif entrant dans le cadre du nouveau dispositif a été réalisé en 2007.

En 2022, la commune comptait 1 310 habitants, en évolution de +1,71 % par rapport à 2016 (Nord : +0,51 %, France hors Mayotte : +2,11 %).
| 1800 | 1806 | 1821 | 1831 | 1836 | 1841 | 1846 | 1851 | 1856 |
| ---- | ---- | ---- | ---- | ---- | ---- | ---- | ---- | ---- |
| 307  | 575  | 633  | 713  | 764  | 809  | 806  | 893  | 932  |

| 1861  | 1866  | 1872  | 1876 | 1881 | 1886 | 1891 | 1896 | 1901  |
| ----- | ----- | ----- | ---- | ---- | ---- | ---- | ---- | ----- |
| 1 006 | 1 011 | 1 009 | 955  | 935  | 960  | 935  | 897  | 1 082 |

| 1906  | 1911  | 1921  | 1926  | 1931  | 1936  | 1946  | 1954  | 1962  |
| ----- | ----- | ----- | ----- | ----- | ----- | ----- | ----- | ----- |
| 1 158 | 1 135 | 1 014 | 1 076 | 1 065 | 1 013 | 1 012 | 1 008 | 1 055 |

| 1968  | 1975  | 1982  | 1990  | 1999  | 2006  | 2007  | 2012  | 2017  |
| ----- | ----- | ----- | ----- | ----- | ----- | ----- | ----- | ----- |
| 1 013 | 1 016 | 1 070 | 1 114 | 1 123 | 1 187 | 1 196 | 1 254 | 1 302 |

| 2022  | - | - | - | - | - | - | - | - |
| ----- | - | - | - | - | - | - | - | - |
| 1 310 | - | - | - | - | - | - | - | - |

#### Pyramide des âges
La population de la commune est relativement jeune.
En 2018, le taux de personnes d'un âge inférieur à 30 ans s'élève à 34,8 %, soit en dessous de la moyenne départementale (39,5 %). À l'inverse, le taux de personnes d'âge supérieur à 60 ans est de 22,8 % la même année, alors qu'il est de 22,5 % au niveau départemental.
En 2018, la commune comptait 671 hommes pour 642 femmes, soit un taux de 51,1 % d'hommes, largement supérieur au taux départemental (48,23 %).
Les pyramides des âges de la commune et du département s'établissent comme suit.
| Hommes | Classe d’âge | Femmes |
| ------ | ------------ | ------ |
| 1,1    | 90 ou +      | 1,4    |
| 4,1    | 75-89 ans    | 6,3    |
| 16,4   | 60-74 ans    | 16,4   |
| 20,5   | 45-59 ans    | 17,4   |
| 22,4   | 30-44 ans    | 24,6   |
| 11,6   | 15-29 ans    | 13,0   |
| 24,0   | 0-14 ans     | 20,8   |

| Hommes | Classe d’âge | Femmes |
| ------ | ------------ | ------ |
| 0,5    | 90 ou +      | 1,4    |
| 5,3    | 75-89 ans    | 8,1    |
| 14,8   | 60-74 ans    | 16,2   |
| 19,1   | 45-59 ans    | 18,4   |
| 19,5   | 30-44 ans    | 18,7   |
| 20,7   | 15-29 ans    | 19,1   |
| 20,2   | 0-14 ans     | 18     |

## Culture locale et patrimoine

### Lieux et monuments

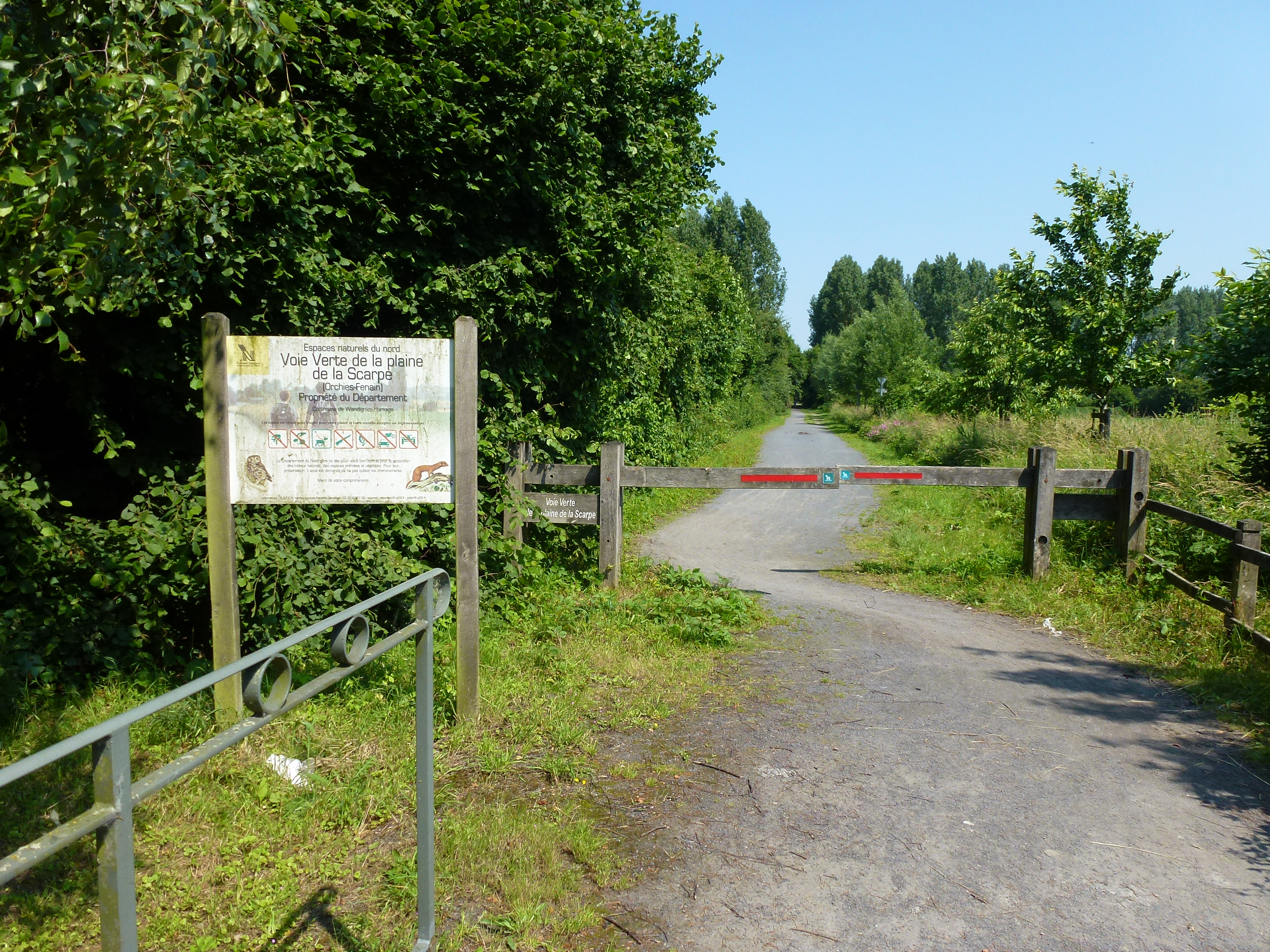
Voie verte de la Plaine de la Scarpe.

- L'église Saint-Vincent-de-Paul, construite en 1818.
- La chapelle Notre-Dame-de-Lourdes de Wandignies-Hamage.
- L'ancienne gare de Wandignies-Hamage.
- La voie verte de la Plaine de la Scarpe.
- L'ancienne abbaye bénédictine d'Hamage.

### Héraldique
| Blason de Wandignies-Hamage | Blason  | D'or à une escarboucle de sable, chargée en cœur d'un rubis de gueules. |
| Blason de Wandignies-Hamage | Détails |                                                                         |

## Pour approfondir